# 九龍巴士261B線
九龍巴士261B線是香港一條由三聖單向開往九龍站的巴士路線，途經青山公路（黃金海岸、青龍頭及深井），為該區居民提供早晨往油尖旺的巴士服務。261B線設下特別路線R261，於渣打香港馬拉松舉行當日凌晨由三聖單向前往尖沙咀東（麼地道）。

## 歷史
- 1994年11月2日：投入服務，初時途經兆麟苑及豐景園。
- 2001年10月22日：配合尖沙咀碼頭巴士總站行人道擴建工程，縮短至尖沙咀彌敦道近中間道。
- 2010年1月9日：大幅修改路線，由三聖開出後便取道青山公路（青山灣至深井段），由深井交匯處上屯門公路，不再經兆麟苑及豐景園，九龍區總站由彌敦道近中間道遷往九龍站，中途改由葵涌道直入荔枝角道前往西九龍走廊，不再停靠美孚，開車時間改為07:35一班。
- 2014年10月6日至2015年5月29日：港鐵與九巴合作推出試行計劃，西鐵綫全月通加強版乘客可毋須額外付費乘搭本線（只限星期一至五之班次）[4]
- 2015年6月27日：增設到站時間預報。[5]

本路線延長總站後，成為自1982年5月16日地鐵荃灣綫（即港鐵荃灣綫）全線通車，導致原有50號線縮短至葵芳站及改稱50M，相隔超過27年後，青龍頭及深井再次有巴士路線直達旺角以南；更是繼1978年5月14日起，途經該處的豪華巴士路線250號線（元朗東至尖沙咀碼頭，已取消）改經屯門公路後，再次有專利巴士直達尖沙咀，不過只是早晨特別路線；也令三聖至小欖有另一條九巴早晨特別路線前往旺角至尖沙咀（第一條為九龍巴士252B線）；同時成為唯一一條由新界西北開出，中途需於荃灣區停站的早晨特別路線。
- 2017年9月11日：星期一至五由三聖開出的班次將提早至07:25。另外，同時亦新增一班07:45由掃管笏開出往九龍站（星期一至五）的特別班次
- 2018年1月21日：R261線配合渣打馬拉松2018而投入服務。[7][8]
- 2018年6月25日：掃管笏開出的特別班次加設「掃管笏路」巴士站。[9]
- 2019年9月16日：星期一至五上午掃管笏開出的特別班次加開一班車，兩班車的開出時間分別是07:35及07:50。[10]

## 服務時間及班次
261B
屯門（三聖邨）開：
- 星期一至五：07:25
- 星期六： 07:35

星期日及公眾假期不設服務
掃管笏開：
- 星期一至五：07:35、07:50

星期六、日及公眾假期不設服務
R261
- 渣打香港馬拉松舉行當日：03:25

## 收費
| 路線 | 全程收費 | 分段收費                                         |
| ---- | -------- | ------------------------------------------------ |
| 261B | $15.5    | - 豪景花園往九龍站：$12.5 - 鴉蘭街往九龍站：$5.8 |
| R261 | $25.6    | - 無分段收費                                     |

| - 本線設有12歲以下小童及65歲或以上長者半價優惠。 - 65歲或以上香港居民使用「樂悠咭」，以及12歲以下合資格殘疾兒童使用「殘疾人士身份」個人八達通繳付車資，均可享有每程$2.0或半價（以較低者為準）的票價優惠；12至64歲合資格殘疾人士使用「殘疾人士身份」個人八達通（包括「樂悠咭」），以及60至64歲香港居民使用「樂悠咭」繳付車資，均可享有每程$2.0或全費（以較低者為準）的票價優惠。 - 65歲或以上長者如使用長者或一般個人八達通繳付車資，則只可享有半價優惠；12至64歲合資格殘疾人士如不使用「殘疾人士身份」個人八達通，以及60至64歲人士如不使用「樂悠咭」繳付車資，必須繳付全費。 - 乘客可以現金或八達通於上車時付款，不設找續。 - 每位成人乘客可免費攜帶最多兩名4歲以下而不佔座位的兒童乘客乘車，超額之4歲以下小童必須繳付小童車費乘車。 - 持有「九巴月票」之乘客在車票有效期內，每日可享最多10程任何九龍巴士及龍運巴士路線（包括本路線，以及聯營路線的九龍巴士／龍運巴士提供的班次；惟乘搭機場「A」及「NA」線則可享原價二七折優惠（不會計算每天10次合資格車程））；而B1線則每日可享最多各2程（不會計算每天10次合資格車程）。 - 九龍巴士、城巴、龍運巴士及陽光巴士全職員工及家屬（不包括外判職員）可免費乘搭本路線，惟必須拍職員或職員家屬八達通。 - 乘客亦可透過多元化電子支付系統（e度嘟）繳付車資，包括使用非接觸式VISA卡、JCB卡、萬事達卡、銀聯卡、美國運通、大來國際、Discover Card、Apple Pay、Google Pay、Samsung Pay、AlipayHK「易乘碼」、支付寶、WeChatHK／微信支付「搭車碼」、銀聯雲閃付「乘車碼」及BOC Pay「乘車碼」。乘客使用此付款方式，使用此支付方式的乘客可享有中途下車之分段收費，以及與其他九巴／龍運獨營路線或聯營線九巴／龍運班次之轉乘優惠，惟不適用於與非九巴／龍運路線之轉乘優惠，亦不能享有「公共交通費用補貼計劃」及「長者及合資格殘疾人士公共交通票價優惠計劃」。 |

## 用車
本線由60M線抽調車輛行走。

## 行車路線

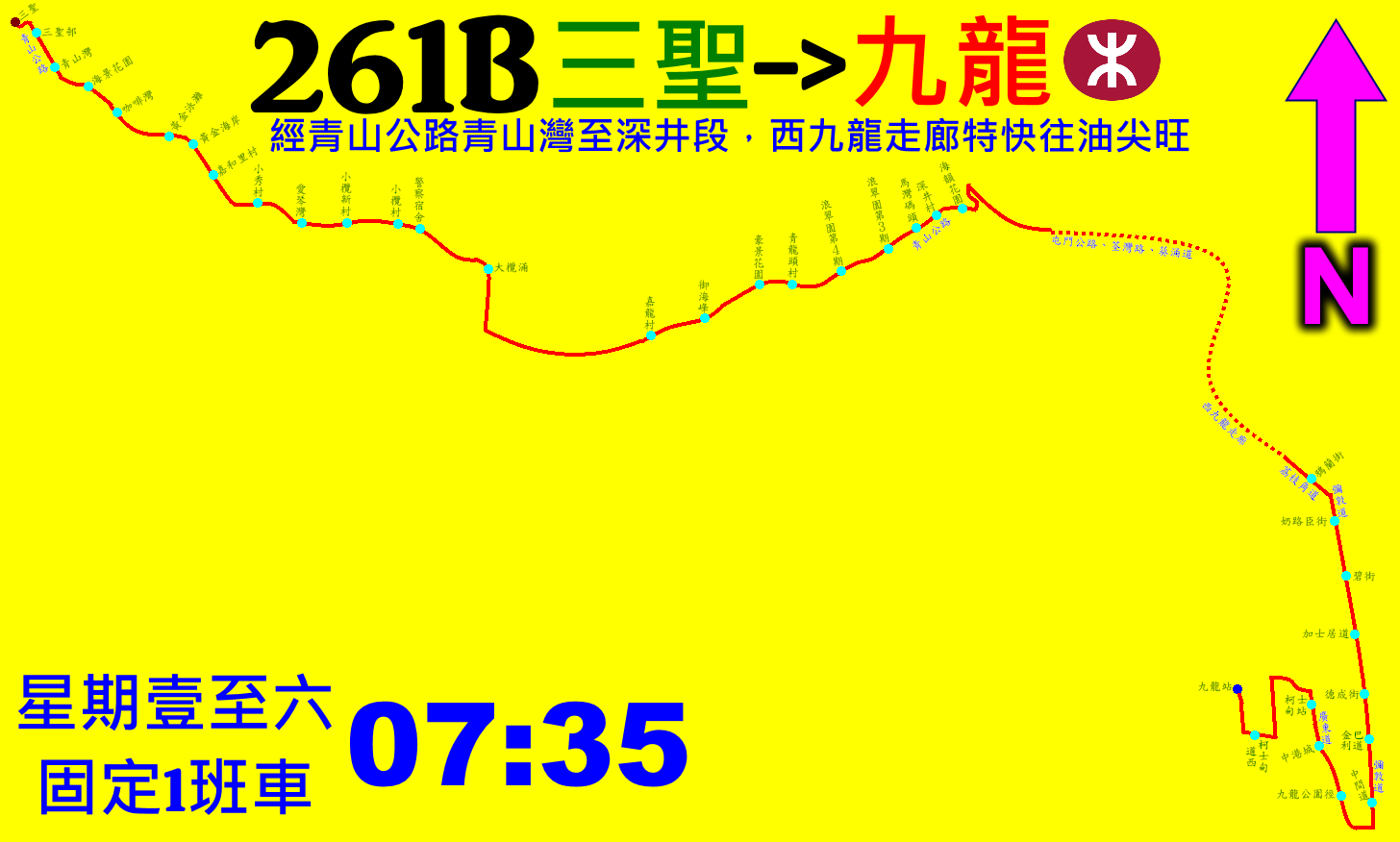
此線的走線圖

261B線由三聖開出之班次途經三聖街、青山公路（青山灣段、掃管笏段、大欖段、青龍頭段、深井段）、深井交匯處、屯門公路、荃灣路、葵涌道、荔枝角道、西九龍走廊、太子道西、荔枝角道、彌敦道、梳士巴利道、九龍公園徑、廣東道、柯士甸道西、雅翔道及九龍站通道前往九龍站；由掃管笏開出的特別班次經掃管笏路後，返回青山公路－掃管笏段常規班次的原有路線，具體停站請參考資訊框。
R261線由屯門（三聖邨）開出之班次途經三聖街、青山公路（青山灣段、掃管笏段）、掃管笏路、青山公路（大欖段、青龍頭段、深井段、汀九段、新汀九段）、海安路、麗順路、青山公路－荃灣段、海興路、荃灣路、葵涌道、荔枝角道、西九龍走廊、渡船街、加士居道、漆咸道南、康莊道、順風道、安運道、暢運道、漆咸道南及梳士巴利道前往尖沙咀東（麼地道），具體停站請參考資訊框。

## 外部連結
- 九巴261B線官方網站路線資料 （页面存档备份，存于）